# Valea Fergana

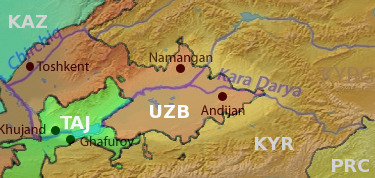
Hartă politică a complexelor frontiere de după 1991 din Valea Fergana

Valea Fergana (alternativ Farghana sau Ferghana; în uzbecă Farg‘ona vodiysi, cu vechiul alfabet chirilic uzbec Фарғона водийси, în și mai vechea scriere arabă uzbecă فەرغانە ۉادىيسى; în kîrgîză Фергана өрөөнү, transliterat: Ferğana öröönü, فەرعانا ۅرۅۅنۉ [ɸerɢɑnɑ ørøːny]; în tadjică Водии Фарғона, Vodiyi Farğona / Vodiji Farƣona; în rusă Ферганская долина, transliterat: Ferganskaia dolina; persană وادی فرغانه, Vâdiye Ferqâna; dungană⁠(d) Фыйрганна Пенды, în Xiao'erjing: فِ عَر قًا نَ پٌ دِ) este o vale în Asia Centrală întinsă peste estul Uzbekistanului, sudul Kîrgîzstanului și nordul Tadjikistanului.
Împărțită între trei republici ale fostei Uniuni Sovietice, valea este diversă din punct de vedere etnic și la începutul secolului al XXI-lea era scena unui conflict etnic. Vale triunghiulară mare în ceea ce este o parte de multe ori uscată a Asiei Centrale, Fergana este o zonă fertilă datorită celor două râuri, Narîn⁠(d) și Kara Daria⁠(d), care curg dinspre est, unindu-se lângă Namangan, unde formează râul Sîr Daria. Istoria văii începe acum peste 2300 de ani, când populația sa a fost cucerită de către invadatorii greco-bactrieni din vest.
Cronicarii chinezi afirmă că orașele de aici datează de peste 2100 de ani, când erau o zonă de trecere între civilizațiile greacă, chineză, bactriană și partă. De aici provine Babur, fondator al ginastiei Mughal, care leagă regiunea de Afganistanul și de Asia de Sud actuale. Imperiul Rus a cucerit valea la sfârșitul secolului al XIX-lea, și ea a devenit parte a Uniunii Sovietice în anii 1920. Cele trei republici sovietice și-au câștigat independența în 1991. Zona rămâne în mare măsură musulmană, populată cu etnici uzbeci, tadjici și kîrgîzi⁠(d), de multe ori amestecați, și adesea într-o distribuție fără legătură cu frontierele moderne. În trecut, erau prezente și substanțiale minorități rusă, kaxgară, kipceacă⁠(d), evreiască din Buhara și romă.
Cultivarea în masă a bumbacului, introdusă de către sovietici, rămâne centrală pentru economie, împreună cu o gamă largă de cereale, fructe și legume. Există o lungă istorie de creștere a animalelor, pielărie și un sector minier în creștere, care exploatează zăcăminte de cărbune, fier, sulf, gips, sare gemă, nafta și unele mici rezerve de petrol.

## Geografie și geologie

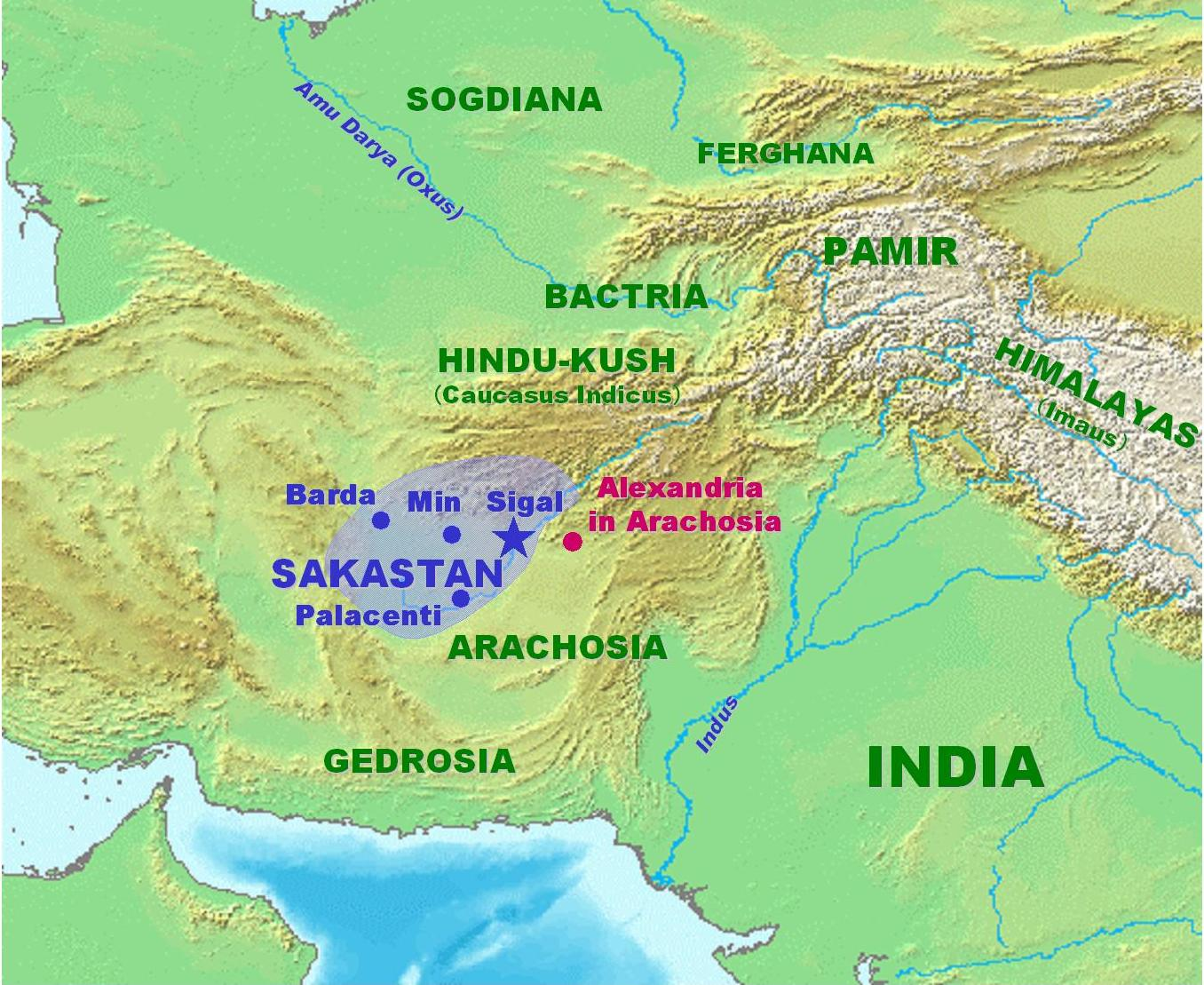
Valea Fergana pe hartă cu de pe la 100 î.e.n.

Valea Fergana este o depresiune intramontană din Asia Centrală, între lanțurile muntoase Tien-Shan în nord și Gissar-Alai în sud. Valea are circa 300 km lungime și până la 70 km lățime, formând o suprafață de 22.000 km². Din cauza poziționării sale, ea constituie o zonă geografică distinctă. Ea este o zonă fertilă datorită celor două râuri, Narîn⁠(d) și Kara Daria⁠(d), care se unesc în vale, lângă Namangan, pentru a forma Sîr Daria. În vale curg și numeroși alți afluenți ai acestor râuri, între care râul Soh. Pâraiele, și numeroașii lor afluenți din zona de munte, furnizează nu doar apă pentru irigare, ci transportă și cantități mari de nisip, care este depus pe malurile apelor, mai ales pe Sîr Daria unde trece lanțul Hudjand-Ajar și formează valea. Această întindere de nisipuri mișcătoare⁠(d), care acoperă o suprafață de 1.900 km², sub influența vânturilor de sud-vest, invadează zonele agricole.
Partea centrală a depresiunii geologice care formează valea este caracterizată prin subsidență de blocuri, inițial până la adâncimi estimate la 6–7 km, și este în mare parte umplută cu sedimente, care variază în vârstă până la limita Permian-Triasic. Unele dintre sedimente sunt carbonați marini și argile. Faliile sunt horsturi. Anticlinalele asociate cu aceste falii formează pungi cu petrol și gaze naturale, descoperite în 52 de câmpuri petrolifere mici.

## Clima
Clima din această vale este uscată și caldă. În luna martie, temperatura ajunge la 20 °C și apoi crește rapid la 35 °C în iunie, iulie și august. În timpul celor cinci luni de după aprilie, precipitațiile sunt rare, dar frecvența lor crește începând cu luna octombrie. Căderile de zăpadă și înghețul, până la -20 °C, au loc în decembrie și ianuarie.

## Istoria

### Imperiul Ahemenid
Încă pe la 500 î.e.n., secțiunile vestice ale Văii Fergana făceau parte din regiunea Sogdiana, dominată dinspre vest și credincioasă Imperiului Ahemenid în vremea lui Darius cel Mare. Regiunea Sogdiana, independentă și războinică, forma o regiune de frontieră care separa perșii ahemenizi de sciții nomazi de la nord și est. Stânca Sogdiană⁠(d) sau Stânca lui Ariamazes, o cetate din Sogdiana, a fost capturată în 327 î.e.n. de forțele lui Alexandru cel Mare; după o extinsă campanie de supunere a rezistenței din Sogdiana și după fondarea unor avanposturi militare pe care le-a ocupat cu veteranii săi greci, Alexandru a unit Sogdiana cu Bactria într-o singură satrapie.

### Colonizarea elenistică

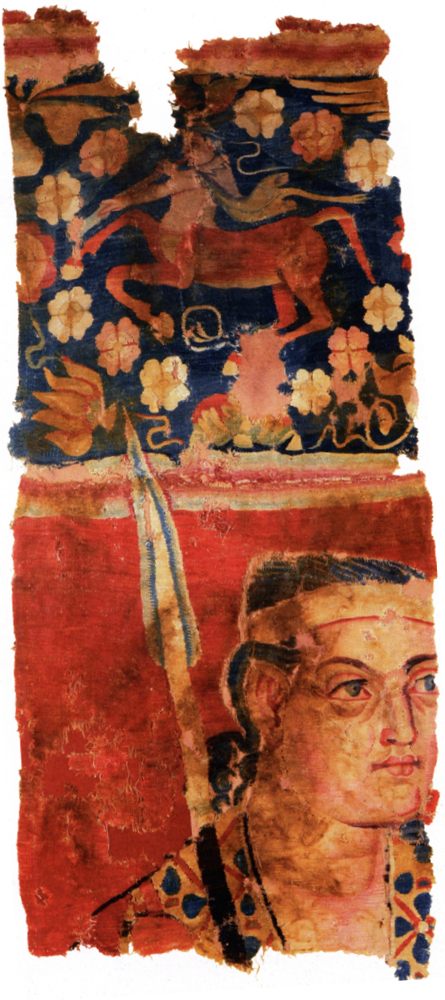
Un soldat probabil grec pe, țesătură de lână agățată de perete, secolele al III-lea-al II-lea î.e.n., Sampul, Muzeul din Urumqi, Xinjiang.

În 329 î.e.n., Alexandru cel Mare a fondat o colonie grecească, cu orașul Alexandria Eshate, „cel mai îndepărtat”, în sud-vestul Văii Fergana, pe malul sudic al fluviului Sîr Darya (în antichitate, Jaxartes), pe locul orașului modern Hudjand, în Tadjikistan. Mai tarziu, a fost dominată de seleucizi înainte de secesiunea Bactriei.
După 250 î.e.n., orașul a rămas, probabil, în contact cu Regatul Greco-Bactrian centrat în Bactria, mai ales atunci când regele greco-bactrian Euthydemus⁠(d) și-a extins controlul asupra Sogdianei. Există indicii că din Alexandria Eshate, greco-bactrienii ar fi putut efectua expediții până la Kaxgar și Ürümqi în Turkestanul Chinez, ceea ce ar fi dus la unele din primele contacte cunoscute între China și Occident în preajma anului 220 î.e.n. Mai multe statuete și reprezentări ale soldaților greci au fost găsite la nord de Tien Shan, în pragul Chinei, și sunt astăzi expuse în muzeul Xinjiangului de la Urumqi. Despre greco-bactrieni, scrie și istoricul grec Strabon:
„și-au întins imperiul până chiar la Serica (chinezi) și Phryni⁠(d).”
Zona Fergana, numită Dayuan⁠(d) de către chinezi, a rămas o parte integrantă a Regatului Greco-Bactrian până după vremea lui Demetrius I al Bactriei⁠(d) (c. 120 î.e.n.), atunci când s-a confruntat cu invazii ale yuezhilor dinspre est și ale sciților saci din sud. După 155 î.e.n., yuezhii au fost împinși înspre Fergana către vecinii din nord și est. Yuezhii au invadat civilizația urbană a dayuanilor din Fergana, în cele din urmă stabilindu-se pe malul nordic al râului Oxus, în regiunea Transoxiana, astăzi în Tadjikistan și Uzbekistan, chiar la nord de Regatul elenistic Greco-Bactrian. Cetatea Grecească Alexandria pe Oxus a fost, se pare, arsă din temelii de către yuezhi pe la 145 î.e.n. Împins de aceste forțe conjugate, Regatul Greco-Bactrian s-a reorientat în preajma teritoriilor actualului Afganistan, în timp ce noii invadatori au fost parțial asimilați de cultura elenistică rămasă în Valea Fergana.

### Interacțiunea cu China
Potrivit Scrierilor Marelui Istoric⁠(d) sau Shiji din dinastia Han, pe baza călătoriilor lui Chang Ch'ien, lucrare publicată pe la 126 î.e.n., regiunea Fergana este prezentată ca țară dayuanilor⁠(d) (Ta-Yuan), posibil urmași ai coloniștilor greci (dayuan poate fi o transcriere a formulei „Marii Ionieni”). Zona era renumită pentru caii cerești⁠(d), pe care chinezii au încercat să-i obțină de la dayuani, fără succes, până când au purtat război⁠(d) împotriva lor în 104 î.e.n.
Dayuanii au fost identificați de către ca având trăsături neobișnuite, o civilizație urbană sofisticată, similară cu cea a bactrienilor și a parților: „Fiul Cerului, auzind toate acestea, a gândit astfel: Fergana (Dayuan) și avuțiile lor din Bactria și Parthia sunt țări mari, pline de lucruri rare, cu oameni care trăiesc în sălașe nestrămutate și cu îndeletniciri oarecum la fel cu cele ale chinezilor, dar cu armate slabe, și pun mare preț pe ce se aduce din China" (Cartea Hanului de mai târziu⁠(d)).
Activitățile agricole ale dayuanilor erau, în relatarea lui Zhang Qian, cultivarea de cereale și de struguri pentru vinificație. Zona Fergana era, astfel, teatrul primei marii interacțiuni între o cultură urbanizată vorbitoare de limbă indo-europeană și civilizația chineză, interacțiune care a dus la deschiderea Drumului Mătăsii începând cu secolul I î.e.n.

### Dominațiile bactriană, kushană, sasanidă, hepthalită, chineză și gokturcă

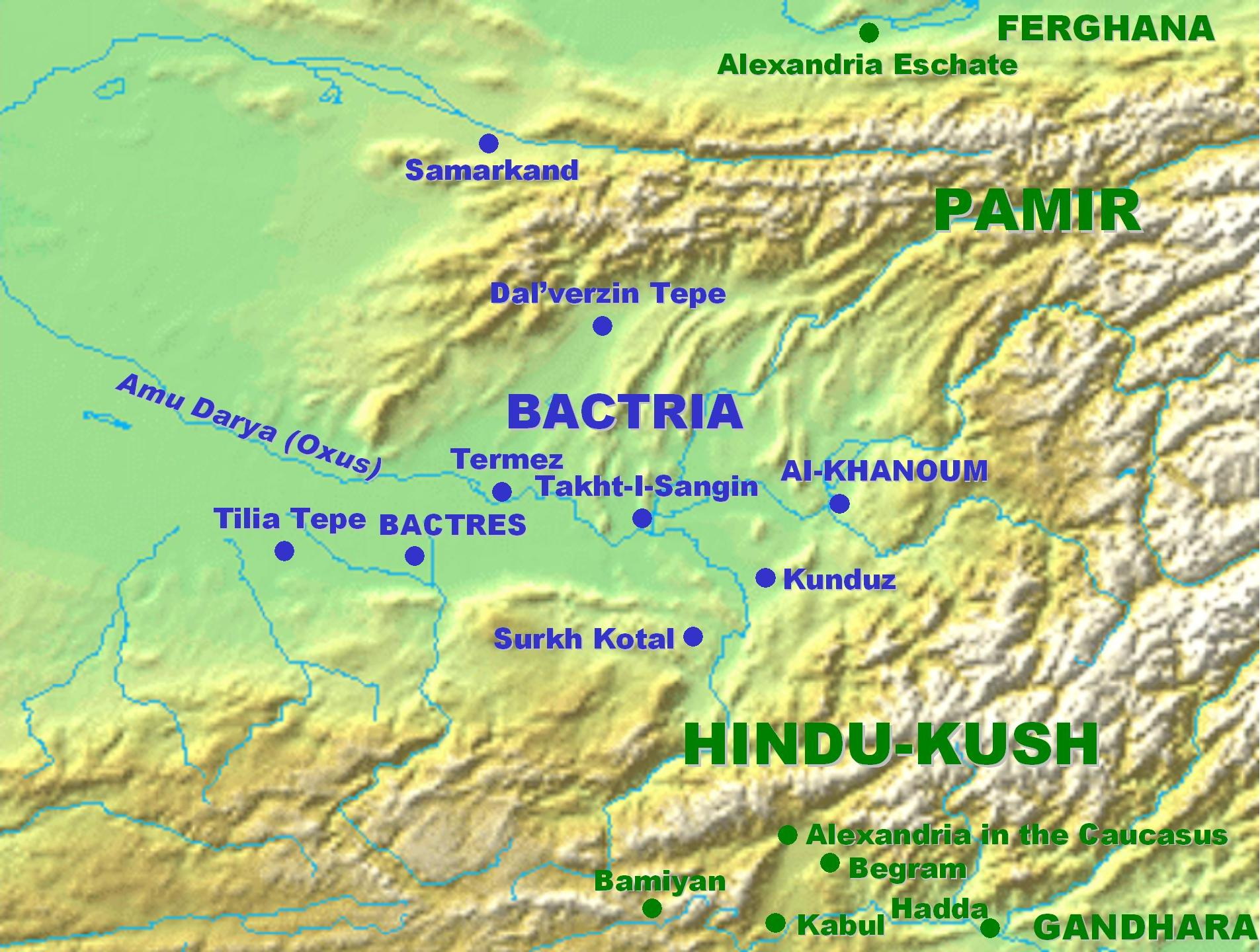
Orașele Bactriei antice. Fergana, în partea dreapta-sus, format o periferie a acestor orașe și state mai puțin puternice.

Fergana, pe drumul dinspre vest către bazinul Tarim din China, a rămas la marginile mai multor imperii ale epocii clasice. Imperiul Kushan s-a format din aceiași yuezhi care cuceriseră Fergana Elenistică. Kushanii s-au răspândit în secolul I e.n. din uniunea de triburi yuezhi în teritoriile Bactriei antice pe ambele părți ale cursului mijlociu al râului Oxus sau Amu Darya în ceea ce este acum nordul Afganistanului și sudul Tadjikistanului și Uzbekistanului. Kushanii au cucerit o mare parte din ceea ce este acum nordul Indiei și Pakistanului, înaintând spre est prin Fergana în Bazinul Tarim împotriva chinezilor. Puterea kushanilor a consolidat, în timp, și comerțul la mare distanță legând Asia Centrală atât de China Dinastiei Han, cât și de Imperiul Roman din Europa. Kushanii au dominat zona, ca parte a marelui lor imperiu până în secolul III e.n., când Imperiul Sasanid, de origine persană zoroastriană , a invadat teritoriul kushan dinspre sud-vest. Ulterior, Fergana a rămas sub autoritatea unor căpetenii locale și transoxiane. În unele perioade din secolele al IV-lea și al V-lea, Imperiul Sasanid a controlat direct Transoxiana și Fergana după cuceririle lui Shapur al II-lea⁠(d) și Hosrau I⁠(d) împotriva kushanilor și Imperiului Hephthalit. Dominația sasanidă asupra Ferganei a fost întreruptă de hepthaliți și a încetat definitiv după intervenția gökturcilor la mijlocul secolului al VI-lea. Gökturcii au stăpânit-o până în primul sfert al secolului al VIII-lea, cu excepția dominației chineze dintre 659 și 681.

### Influența islamică
În secolul al VIII-lea, Fergana a fost scena unei acerbe rivalități între dinastia Tang din China și expansiunea puterii musulmane, care a dus la bătălia de la Talas⁠(d) din 751, încheiată cu o victorie pentru musulmani și cu retragerea Chinei din Asia Centrală. Două lupte anterioare, în 715 și 717, îi puseseră pe chinezi în avantaj față de forțele arabe. O serie de căpetenii musulmane arabe, persane și, mai târziu, turcice au domnit peste Fergana.

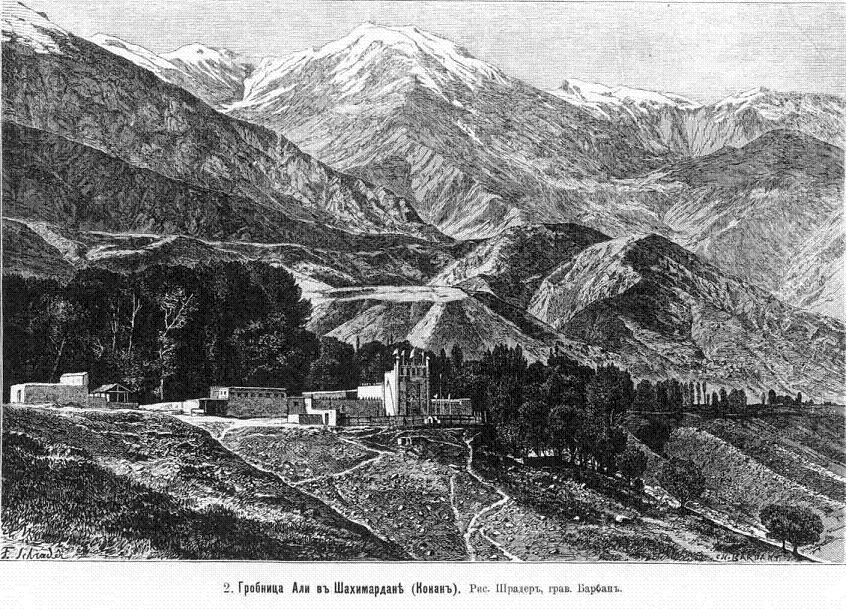
Mormântul lui Ali din Șahimardan

### Dominațiile samanidă, karahanidă și horezmă
Imperiul Samanid, ridicat după cucerirea arabă musulmană a Persiei⁠(d), a împins dinspre vest spre ceea ce pe atunci se numea Horasanul Mare, inclusiv Transoxiana și Valea Fergana. În 819, Ahmad ibn Asad⁠(d)—fiul lui Asad ibn Saman⁠(d)—a primit autoritate asupra orașului din Fergana din partea guvernatorului Horasanului, Ghassan ibn 'Abbad, în numele califului Al-Mamun, drept recompensă pentru sprijinul său împotriva rebelului Rafi ibn al-Layth⁠(d). După moartea fratelui său, Nuh⁠(d), care a domnit în Samarkand, Ahmad și un alt frate, Yahya⁠(d), au primit autoritate asupra orașului din partea lui Abdallah, guvernatorul Horasanului.
La moartea lui Ahmad în 864 sau 865, el era conducător peste mare parte din Transoxiana, Buhara și Horezm. Samarkandul și Fergana au trecut la fiul său, Nasr I Samanidul⁠(d), ceea ce a dus la o serie de conducători musulmani ai dinastiei samanide în vale. În timpul dispariției samanizilor în secolul al X-lea, Valea Fergana a fost cucerită de karahanizi⁠(d). Estul Ferganei de mai târziu a fost sub suzeraitatea karakitailor⁠(d). Dominația karahanidă a durat până în 1212, când horezm-șahii⁠(d) au cucerit vestul văii.

### Dominația mongolo–turcică

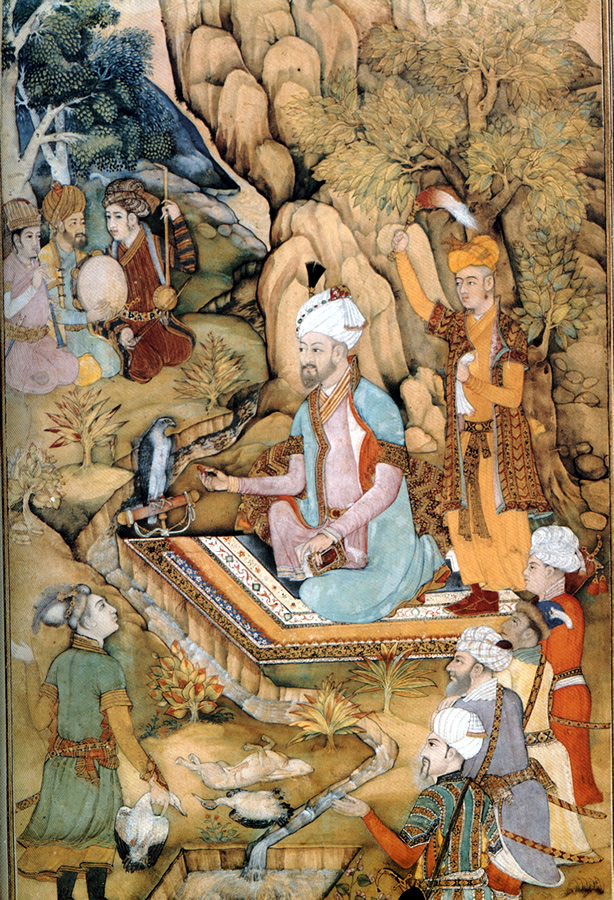
Babur, fondator al dinastiei Mughal, era originar din Andijan în Valea Fergana.

Conducătorul mongol Genghis Han a invadat Transoxiana și Fergana în 1219 în timpul cuceririi Horezmului. Înainte de moartea sa, în 1227, el a lăsat teritoriile Asiei Central-Vestice celui de al doilea fiu său, Ceagatai⁠(d), și această regiune a devenit cunoscută drept Hanatul lui Ceagatai⁠(d). Dar nu după mult timp, zona era condusă de căpetenii turcice transoxiane, împreună cu cea mai mare parte a Asiei Centrale, ca feude ale Hoardei de Aur din cadrul Imperiului Mongol. Fergana a devenit parte a unui imperiu turco-mongoli⁠(d) mai mare. Această uniune de triburi mongole nomade, cunoscută ca Barlas, era formată din rămășițe ale armatei mongole originare a lui Genghis Han. După cucerirea mongolă a Asiei Centrale, Barlas s-a stabilit în Turkestan (care apoi a devenit cunoscut și sub numele de Moghulistan⁠(d) - „Țara Mongolilor”) și s-au amestecat într-o măsură considerabilă populația locală turcică și vorbitoare de limbă turcică, astfel încât, la data de domniei lui Timur, Barlas se turcizaseră în termeni de limbă și obiceiuri. În plus, prin adoptarea Islamului, turcii și mongolii din Asia Centrală au adoptat și cultura înaltă și literară persană⁠(d) care a dominat Asia Centrală încă din primele zile ale influenței islamice. Literatura persană a jucat un rol esențial în asimilarea elitei timuride de către cultura de curte perso-islamică.
Moștenitorul uneia dintre aceste confederații, Timur, fondator al dinastiei Timuride⁠(d), a adăugat valea unui imperiu nou consolidat în secolul al XIV-lea, având centrul în Samarkand.
Situată pe Drumul de Nord al Mătăsii, Fergana a jucat un rol important în înflorirea islamului medieval din Asia Centrală. Fiul său cel mai celebru este Babur, moștenitorul lui Timur și celebrul cuceritor și fondator al dinastiei Mughal în India Medievală. Prozeliții musulmani din Valea Fergana, cum ar fi al-Firghani الفرغاني, al-Andijani الأندجاني, al-Namangani النمنگاني, al-Hojandi الخوجندي au răspândit Islamul în părți ale Rusiei, Chinei și Indiei de astăzi.
Valea Fergana a fost dominată de o serie de state musulmane în perioada medievală. Mare parte din această perioadă, conducătorii locali și sud-vestici și-au împărțit valea într-o serie de state mici. Din secolul al XVI-lea, dinastia Șaibanidă⁠(d) din Hanatul de Buhara⁠(d) a dominat Fergana, înlocuind dinastia Janidă din Buhara în 1599. În 1709, emirul șaibanid Șahruh al uzbecilor minglari și-a declarat independența față de Hanatul de Buhara, instituind un stat în partea de est a Văii Fergana. El a construit o cetate de scaun în micul oraș Kokand. Acesta a devenit capitala Hanatului Kokand, cu un teritoriu care se întindea în estul Uzbekistanului și Tadjikistanului, și în sudul Kazahstanului de astăzi, cuprinzând și tot Kîrgîzstanul.

### Imperiul Rus

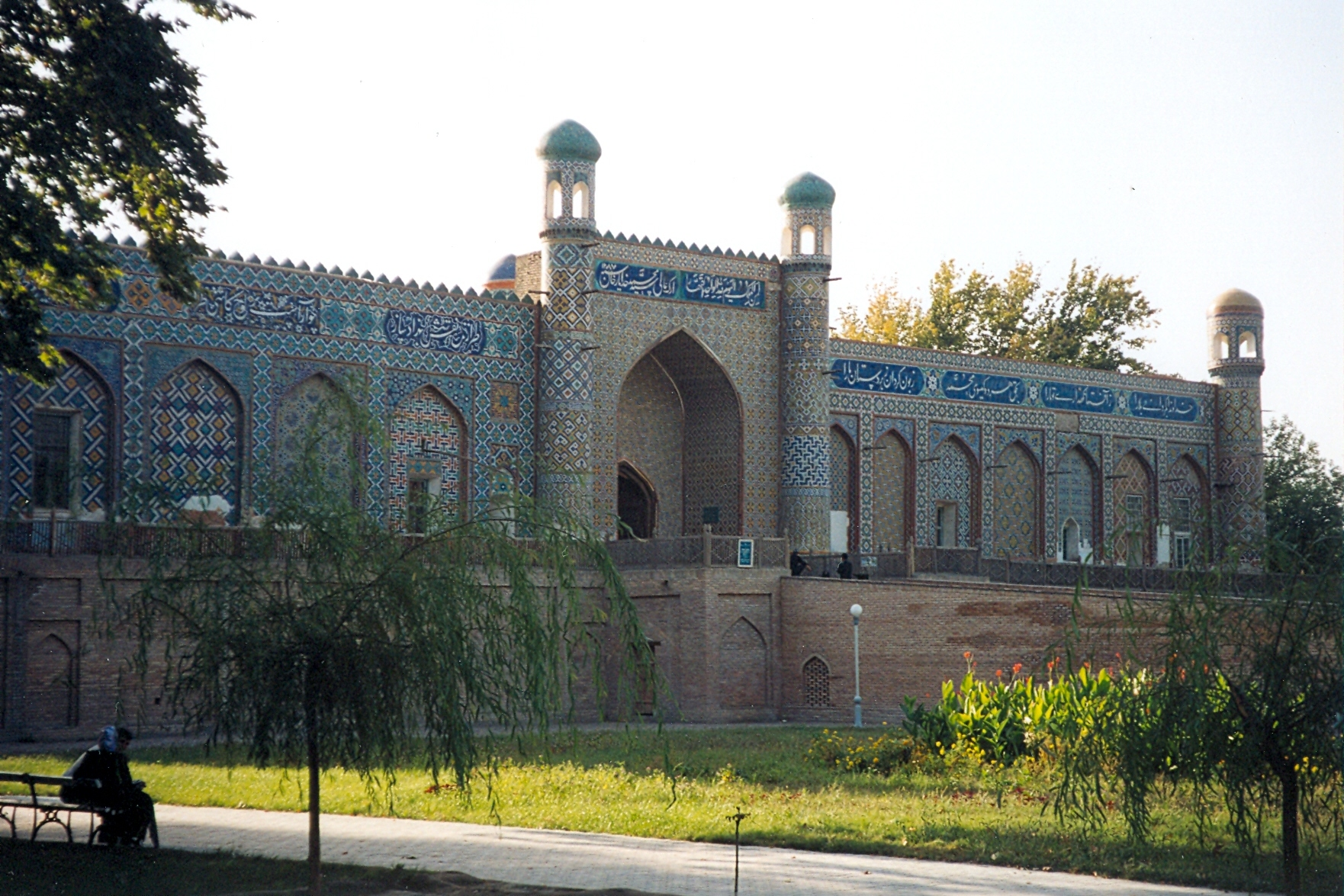
Palatul Hanului de la Kokand.

Fergana sau Ferghana a fost o provincie a Turkestanului Rusesc⁠(d), format în 1876 din fostul hanat Kokand. Ea se învecina cu provinciile Sîrdaria în nord și nord-vest, Samarkand în vest, și cu Outer Northwest China⁠(d) în nord-est, cu Turkestanul Chinez (Kashgaria) în est, și cu Buhara și Afganistanul, în sud. Limitele sale sudice, în Munții Pamir, au fost stabilite de o comisie anglo-rusă în 1885, de la Zorkul⁠(d) (Lacul Victoria), la frontiera cu China; iar Khignan, Roshan⁠(d) și Wahan⁠(d) au fost atribuite Afganistanului în schimbul unei părți din Darvaz⁠(d) (pe malul stâng al râului Panj), care a fost dat Buharei. Zona reprezenta circa 53.000 km², din care 17.600 km² erau în Pamir.
Nu toți locuitorii din zonă au fost mulțumiți cu această stare de lucruri. În 1898, Muhammed Ali Halfa a proclamat jihadul împotriva rușilor. Cu toate acestea, după ce aproximativ 20 de ruși au fost uciși, Halfa a fost capturat și executat. Când Revoluția din 1905 s-a răspândit în Imperiul Rus, unii jadizi⁠(d) au fost activi în Valea Fergana. Când regimul țarist a extins serviciul militar obligatoriu⁠(d) și la musulmani, aceasta a condus la o revoltă care a fost mult mai răspândită decât cea din 1898, și care nu era complet suprimată nici până la data Revoluției Ruse.

### Perioada sovietică și postsovietică

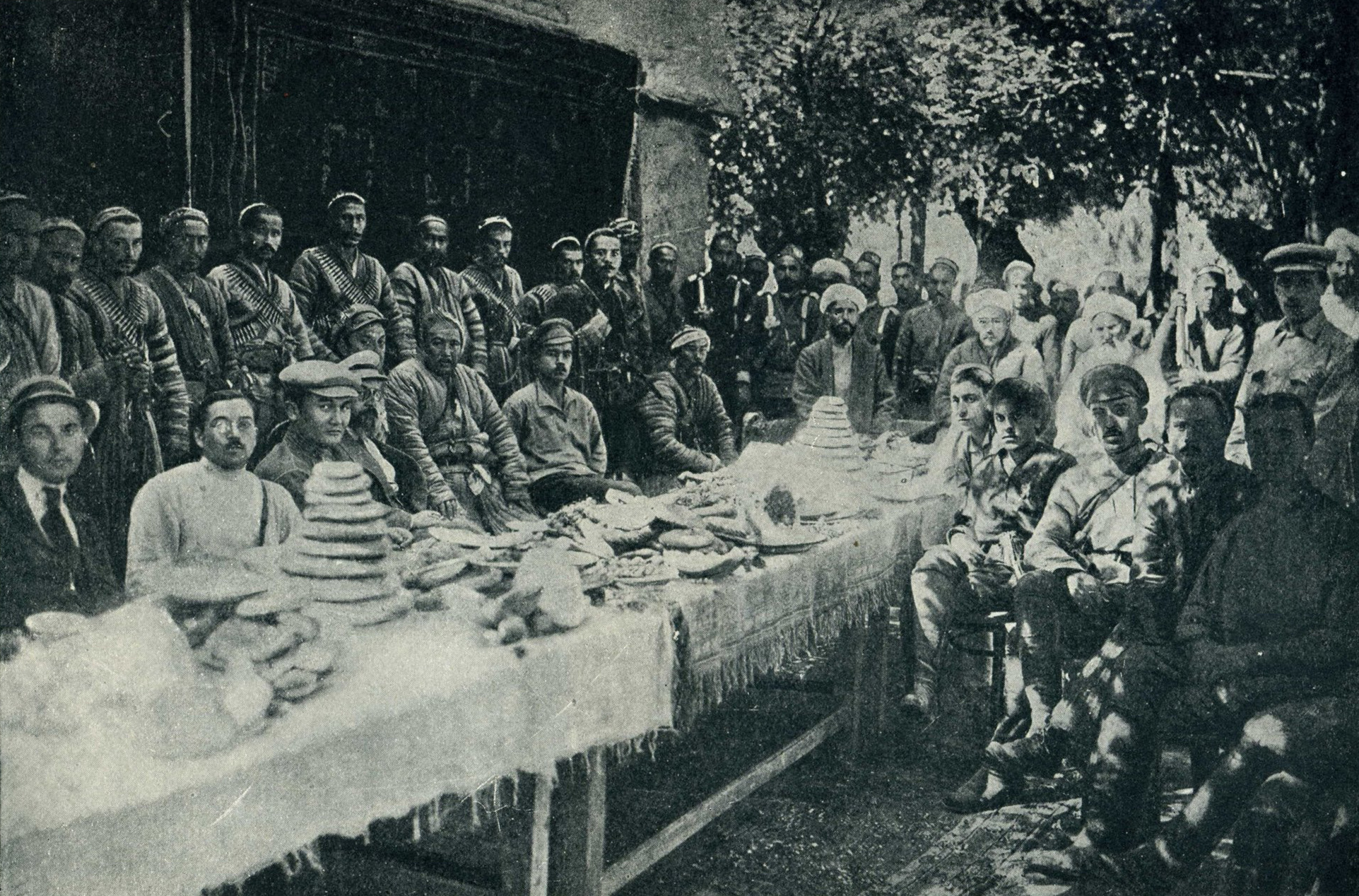
Negocierile sovieticilor cu basmachi, Fergana, 1921

În 1924, noile granițe care separau RSS Uzbecă și RSS Kîrgîză au izolat capătul estic al Văii Fergana, precum și versanții montani din jur. Situația s-a agravat după ce, în 1928, RASS Tadjikă⁠(d) a devenit un republică cu drepturi depline, și zona din jurul Hudjandului i-a fost atribuită. Aceasta a blocat ieșirea naturală a văii și traseele către Samarkand și Buhara, dar niciuna dintre aceste frontiere, întortocheate și cu multe enclave, nu a avut vreo importanță în perioada sovietică. Întreaga regiune făcea parte dintr-o singură zonă economică orientată spre producția de bumbac pe scară masivă, și în general structurile politice însemnau că trecerea frontierelor nu este o problemă. Odată cu destrămarea Uniunii Sovietice în 1991 și cu apariția de republici independente, limitele acelea au devenit frontiere de stat. Uzbekistanul își închide în mod regulat frontierele cu Tadjikistanul și Kîrgîzstanul, gâtuind comerțul și producând dificultăți uriașe pentru cei care locuiesc în regiune.
Persoanele din orașul tadjic Hudjand care se deplasează spre capitala tadjică Dușanbe nu pot lua o rută mai directă prin Uzbekistan, și trebuie să traverseze o trecătoare montană înaltă între cele două orașe, pe un drum foarte prost. Comunicațiile între orașele kîrgîze Bishkek și Oș trec printr-o zonă muntoasă dificilă. Tensiunile interetnice au dus și ele la răscoale în 1990⁠(d), mai ales în orașul Uzgen, lângă Oș. Nu au mai existat alte violențe interetnice, și lucrurile par să fi potolit în al doilea deceniu al secolului al XXI-lea. Cu toate acestea, valea este o regiune conservatoare din punct de vedere religios, care a fost deosebit de greu lovită de secularizarea legislației de către președintele Karimov al Uzbekistanului, împreună cu decizia de a închide frontierele cu Kîrgîzstanul în 2003. Aceasta a devastat economia locală împiedicând importul de bunuri de consum ieftine din China. Înlăturarea lui Askar Akaev din Kîrgîzstan în aprilie 2005, împreună cu arestarea unui grup de oameni de afaceri locali a escaladat la maxim tensiunile existente în regiunea Andijan-Qorasuv⁠(d) în frământările din mai 2005 din Uzbekistan⁠(d), în care sute de protestatari au fost uciși de către armată. Violențe au izbucnit din nou în 2010, în partea kîrgîză a văii, agitate de tensiunile interetnice, de înrăutățirea condițiilor economice din cauza crizei economice globale, și de conflictul politic cauzat de înlăturarea președintelui kîrgîz Kurmanbek Bakiev, în aprilie 2010. În iunie 2010, aproximativ 200 de persoane au fost ucise în timpul confruntărilor de la Oș și Jalal-Abad, și alte 2000 au fost rănite. Între 100.000 și 300.000 de refugiați, în principal de origine etnică uzbecă, au încercat să fugă în Uzbekistan, provocând o criză umanitară majoră.

## Agricultura

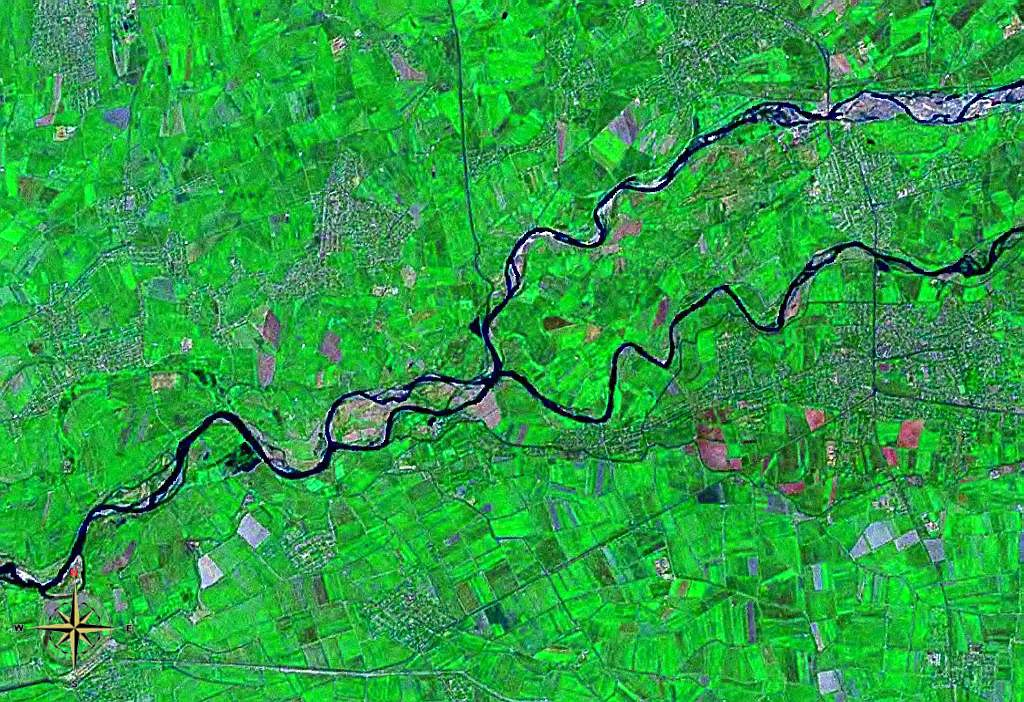
Confluența între Narîn și Kara Daria văzută din spațiu (cu culori false). Se observă multe terenuri agricole irigate.

În perioada țaristă⁠(d), din circa 12.000 km² de teren cultivat, circa două treimi au fost sub irigație constantă și restul de o treime doar parțial. Solul a fost considerat de către autorul Enciclopediei Britannica din 1911 a fi admirabil cultivat, culturile principale fiind de bumbac, grâu, orez, orz, porumb, mei⁠(d), lucernă, tutun, legume și fructe. Grădinăritul a fost realizat cu un înalt grad de calificare și succes. Se creșteau un număr mare de cai, vite și oi, și destul de multe cămile. Peste 69 km² erau cultivați cu viță-de-vie, și circa 1.400 km² cu bumbac.
Aproape 4.000 km² erau acoperiți cu păduri. Guvernul întreținea o fermă de silvicultură Marg'ilon⁠(d), din care se distribuiau gratuit între 120.000 și 200.000 de puieți locuitorilor din provincie. Creșterea viermilor de mătase, anterior o industrie prosperă, a decăzut, chiar dacă a fost încurajată de o fermă de stat la Noul Marghelan.

## Industria
Cărbunele, fierul, sulful, gipsul, sarea gemă, și nafta⁠(d) sunt toate prezente în subsol, dar numai ultimele două au fost extrase în cantități semnificative. În secolul al XIX-lea au exista câteva mici puțuri de petrol în Fergana, dar acestea nu mai funcționează. În perioada țaristă, singurele întreprinderi industriale erau în număr de circa șaptezeci sau optzeci, și se ocupau cu prelucrarea bumbacului. Pielăria, șelăria, hârtia și tacâmurile au fost principalele produse de pe piața internă. La acestea nu s-a adăugat foarte mult în perioada sovietică, când industrializarea a fost concentrată în orașele Samarkand și Buhara.

## Comerțul
Istoric, Valea Fergana a fost o stație importantă pe Drumul Mătăsii, pentru bunurile și persoane care călătoreau din China în Orientul Mijlociu și Europa. După ce treceau munții dinspre Kashgar din Xinjiang, negustorii găseau un loc de popas foarte bun în abundența fertilă a Ferganei, precum și posibilitatea de a achiziționa în continuare mătase de înaltă calitate fabricată în Marg'ilon⁠(d).
Cea mai celebră marfă de export a regiunii erau Caii Cerești care „asudă sânge”, care captivaseră imaginația chinezilor în timpul dinastiei Han, dar aceștia erau cai aproape sigur crescuți în stepă, fie la vest de Buhara, fie la nord de Tașkent, și doar aduși în Fergana spre vânzare. În secolul al XIX-lea, nu în mod surprinzător, o considerabilă parte a comerțului se desfășura cu Rusia; se exportau bumbac brut, mătase brută, tutun, piei, piele de oaie, fructe și bumbac și produse din piele, și se importau produse de brutărie, produse textile, ceai și zahăr, pentru a fi parțial re-exportate în Kashgaria și Bohara. Comerțul total al Ferganei se ridica la circa 3,5 milioane de lire în 1911. În zilele noastre, el suferă de aceeași recesiune care afectează toate fluxurile economice care provin sau trebuie să treacă prin Uzbekistan. Singura marfă de export cu oarecare importanță internațională este tot bumbacul, deși în Andijan a apărut o fabrică Daewoo care trimite autovehicule în tot Uzbekistanul.

## Transporturile

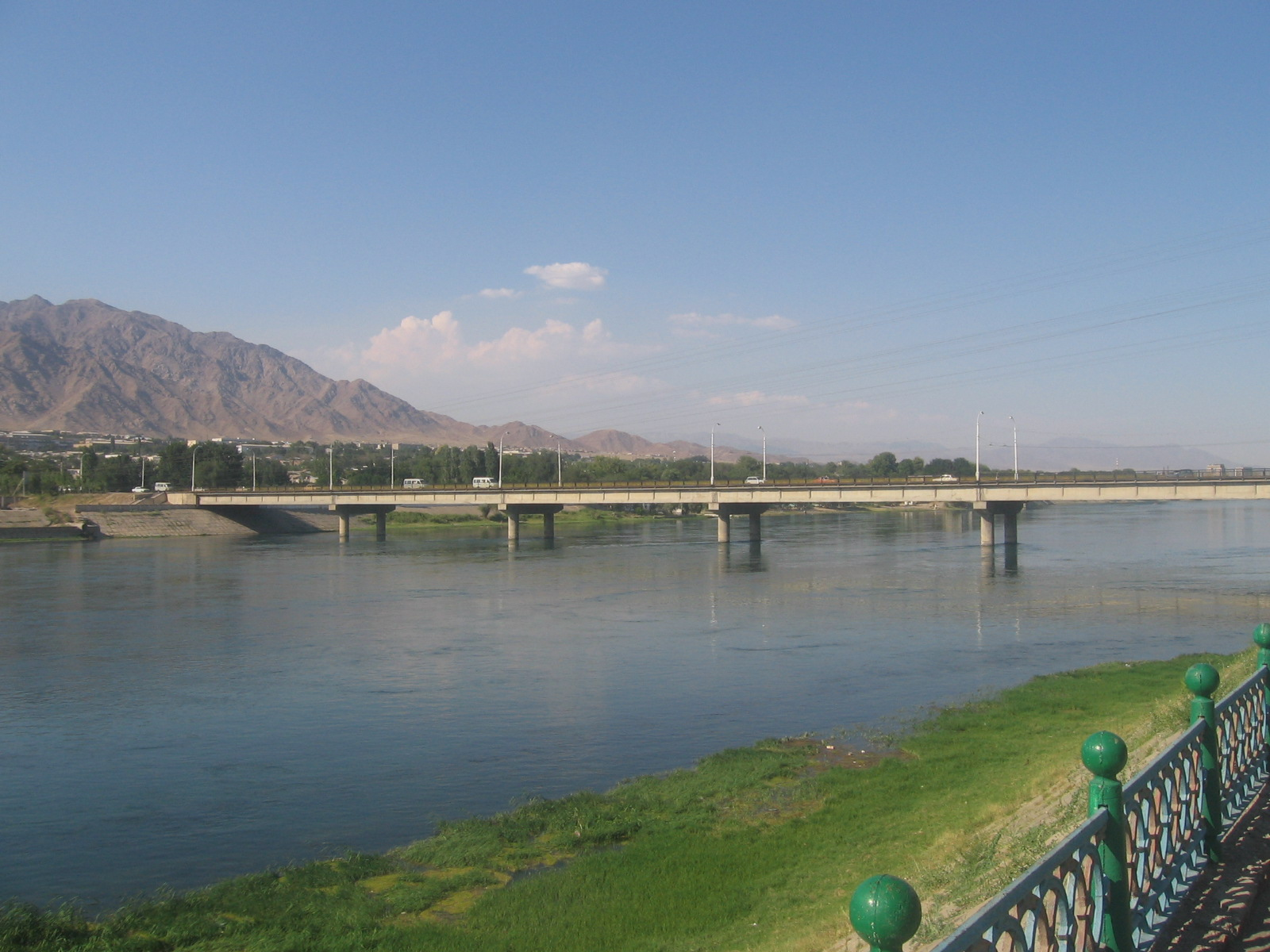
Râul Sîr Daria cu podul de la Hudjand, Tadjikistan, în vestul extrem al Văii Fergana.

Până la sfârșitul secolului al XIX-lea, ca peste tot în Asia Centrală, Fergana depindea de cămilă, cal și măgar pentru transport, în timp ce drumurile erau puține și rele. Rușii au construit la începutul anilor 1870 un trakt sau drum de poștă care leagă Andijan, Kokand, Margilan și Hudjand cu Samarkand și Tașkent. Comerțul a primit un nou impuls de la prelungirea (1898) căii ferate Transcaspice⁠(d) în Fergana până la Andijan, și prin deschiderea căilor ferate Orenburg-Tașkent și Trans-Aral⁠(d) în 1906.
Până în vremea sovietică, când s-a construit Șoseaua Pamirului⁠(d) de la Oș la Horog în 1920, drumurile spre Kashgaria și Pamir erau doar poteci peste munți, prin trecători largi. De exemplu, pasurile Kara-kazîk, 4389 m și Tenghiz-bai 3413 m, ambele practicabile tot timpul anului, duceau de la Marghelan la Rasht Valley⁠(d) și în Pamir, în timp ce la Kaxgar se ajungea prin Oș și Gulcea⁠(d), și apoi pe pasurile Terek-davan, 3720 m (deschisă tot anul), Taldîk⁠(d), 3505 m, Arceat, 3536 m, și Șart-davan, 4267 m. Alte pasuri prin care se iese din vale  Jiptîk, 3798 m la sud de Kokand; Isfairam, 3657 m care duce în valea Surhab⁠(d), și Kavuk, 3962 m, peste Munții Alai.
Calea ferată Angren-Pap⁠(d) a fost finalizată în 2016 (împreună cu tunelul Qamchiq⁠(d)), dând regiunii o legătură feroviară directă cu restul Uzbekistanului.
Există planuri pentru electrificarea căii ferate Pap-Namangan-Andijan.

## Demografie istorică
Informațiile conținute în Encyclopædia Britannica din 1911 oferă informații complete despre recensământul din 1897, singurul organizat în Imperiul Rus înainte de 1917, și ajută la luminarea unei situații altfel obscură și supusă capriciilor politicii sovietice pentru naționalități din deceniile anilor 1920 și 1930. Populația număra în 1897 1.571.243 de locuitori, și din acest număr 707.132 erau femei și 286.369 era populație urbană.
În 1906, populația era estimată la 1.796.500 de locuitori; două treimi erau sarți⁠(d) și uzbeci. Ei trăiau mai ales în vale, în timp ce pe versanții montani care o străjuiau trăiau kîrgîzi, parțial păstori nomazi și parțial agricultori sedentari. Alte popoare erau kașgarii, kipceakii⁠(d), evreii de Buhara și romii. Clasele conducătoare erau, desigur, ruși, care constituiau și clasele incipiente ale negustorilor și muncitorilor industriali. Negustorii din Turkestanul de Vest⁠(d) erau însă denumiți în toată Asia Centrală andijani, după orajul Andijan din Fergana. Marea masă a populației era de religie musulmană (1.039.115 în 1897).
Împărțirile relevate de recensământul din 1897, între o zonă predominant vorbitoare de tadjică din jurul Huhandului pe de o parte, zonele de deal populate de kîrgîzi⁠(d) pe de altă parte, și populația stabilă din corpul principal al văii pe de altă parte, se reflectă aproximativ și în granițele trasate după 1924. O singură excepție o constituie orașul Oș, majoritar uzbec, dar ajuns în Kîrgîzstan.
Singurul element important care lipsește atunci când se analizează relatările moderne despre regiune sunt sarții. Termenul de sart a fost abolit de către sovietici ca fiind o denumire peiorativă, dar, în fapt, exista o distincție clară între popoarele turcice persanizate⁠(d) stabilite demult, vorbitoare ale unei forme de limbă turcică qarluqă⁠(d), foarte apropiată de uigură, și cei care se numeau uzbeci, care erau un trib kipceak⁠(d) vorbitor al unui dialect turcic mult mai apropiat de kazahă, care au sosit în regiune odată cu Șaibani Han la mijlocul secolului al XVI-lea. Erau puțini uzbeci kipceaki în Fergana, deși ei deținuseră la diferite momente puterea politică în regiune. În 1924, cu toate acestea, politica sovietică a stabilit că toate popoarele turcice din Asia Centrală vor fi de atunci încolo denumite „uzbeci”, (deși limba aleasă pentru noua republică nu kipceaca, ci qarluqa) iar Valea Fergana era văzută de sovietici ca un centru al uzbecilor.

## Diviziuni administrative
În 1911, provincia a fost împărțită în cinci districte, reședințele cărora erau Fergana, capitala provinciei (8977 locuitori în 1897); Andijan (49.682 în 1900); Kokand (86.704 în 1900); Namangan (61.906 în 1897); și Oș (37.397 în 1900); dar Marghelanul Vechi⁠(d) (42.855 în 1900) și Chust⁠(d) (13.686 în 1897) erau și ele orașe importante.
Valea este astăzi împărțită între Uzbekistan, Kîrgîzstan și Tadjikistan. În Tadjikistan ea face parte din regiunea sau vilaiatul Soghd cu capitala la Hudjand. În Uzbekistan, este împărțită între viloyatiurile Namangan, Andijan și Fergana, în timp ce din Kîrgîzstan ea conține părți din regiunile Batken, Jalal-Abad și Oș, Oș fiind principalul oraș din sudul țării.
Orașe în Valea Fergana sunt:
În Uzbekistan:
- Andijan
- Fergana
- Kokand
- Namangan

În Kîrgîzstan:
- Batken
- Oș
- Jalal-Abad

În Tadjikistan:
- Hudjand

### Regiuni aflate în întregime sau parțial în Valea Fergana
| Țara        | Regiunea    | Capitala   | Suprafața (km²) | Pop.       | Proporție aflată în vale |
| ----------- | ----------- | ---------- | --------------- | ---------- | ------------------------ |
| Kîrgîzstan  | Batken      | Batken     | 17.000          | 469.700    | Parțial                  |
|             | Jalal-Abad  | Jalal-Abad | 33.700          | 1.099.000  | Parțial                  |
|             | Orașul Oș   | Oș         | 50              | 265.200    | Total                    |
|             | Regiunea Oș | Oș         | 29.200          | 1.199.900  | Parțial                  |
| Tadjikistan | Sughd       | Hudjand    | 25.400          | 2.349.000  | Parțial                  |
| Uzbekistan  | Andijan     | Andijan    | 4303            | 2.805.000  | Total                    |
|             | Fergana     | Fergana    | 7005            | 3.386.000  | Total                    |
|             | Namangan    | Namangan   | 7101            | 2.504.000  | Total                    |
| Totaluri:   |             |            | 123.759         | 14.000.000 |                          |

Note: 1. Cea mai mare parte a populației din fiecare regiune se află în vale, chiar dacă suprafața aflată în vale reprezintă o proporție mai mică din cea a regiunii. 2. Referințele pentru populația din 2014 este furnizată de agențiile naționale respective: kîrgîză, uzbecă, tadjică (2013).

## Dispute de frontieră
Cele mai complicate negocieri de frontieră din Asia Centrală implica Valea Fergana, unde viața este complicată de prezența mai multor enclave. Trei țări sunt separate de o frontieră încâlcită: Uzbekistan, Kîrgîzstan și Tadjikistan au toate revendicări istorice și economice în regiune, asupra rutelor de transport și resurselor naturale. Negocierile între cele trei țări sunt adesea tensionate și predispuse la a fi abandonate.
După prăbușirea Uniunii Sovietice, frontierele au lăsat populații substanțiale de uzbeci în afara Uzbekistanului. În sud-vestul Kîrgîzstanului, un conflict teritorial între kîrgîzi și uzbeci⁠(d) a explodat în 1990 în violențe etnice⁠(d) pe scară largă (reinflamate în 2010⁠(d)). Prin stabilirea unor entități politice pe baze monoetnice într-o regiune în care popoare diferite trăiau împreună, procesul sovietic de delimitare națională a semănat semințe tensiunilor interetnice de astăzi.
Conflictele pentru apă au contribuit și ele la dispute de frontieră. De exemplu, granița dintre Kîrgîzstan și Uzbekistan în regiunea Jalal-Abad este ținută deschisă limitat pentru a facilita irigația, dar disputele interetnice din regiunile de frontieră se transformă de multe ori în dispute de frontieră între țări. Chiar și în timpul verii, există conflicte de frontieră pentru apă, întrucât acolo ea nu este suficientă pentru toată lumea.